# 多瑙-黑海運河

紅線為多瑙-黑海運河，藍線為多瑙河

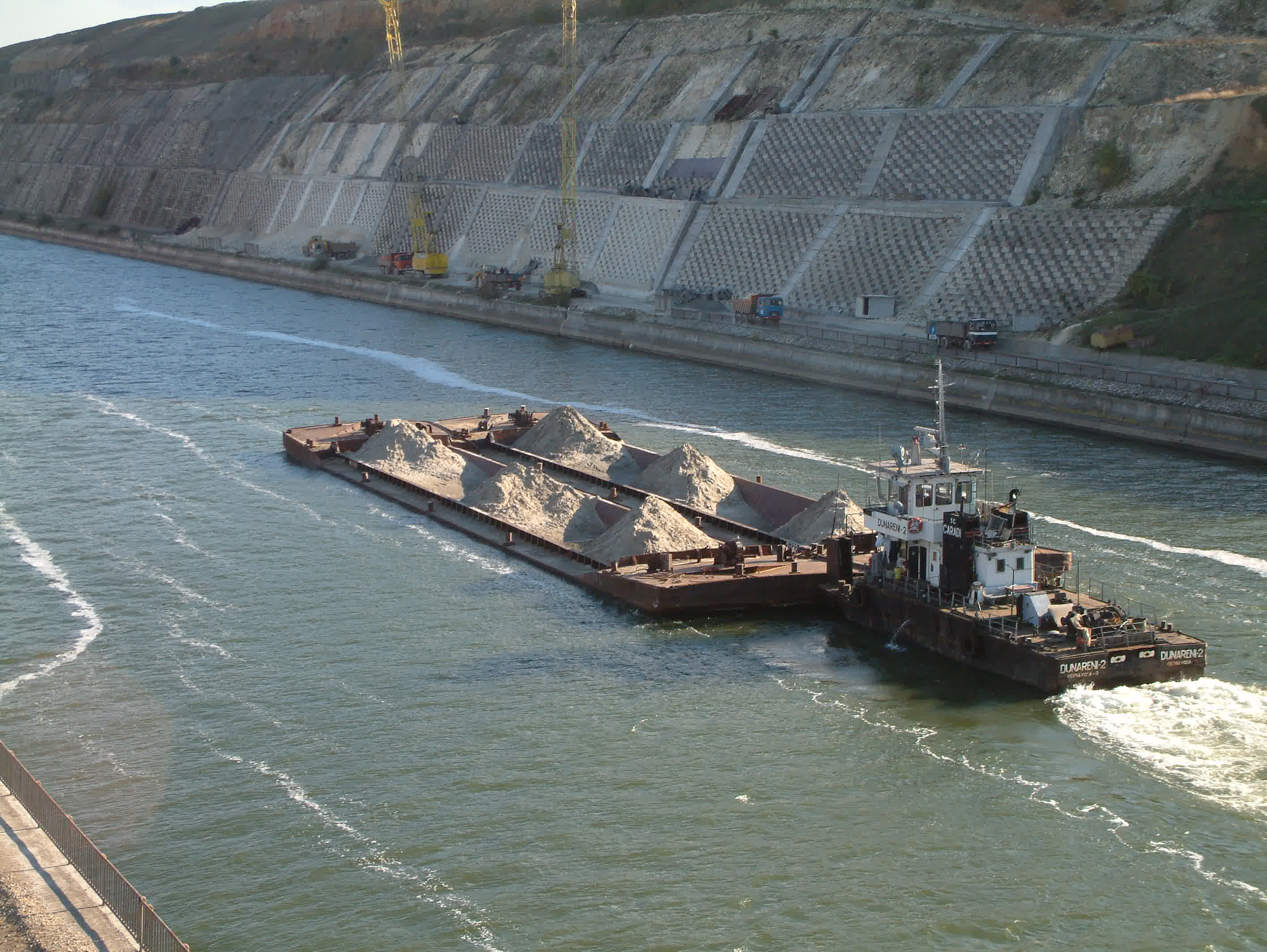
行駛在運河上的駁船

多瑙-黑海運河 （羅馬尼亞語：Canalul Dunăre-Marea Neagră）是一條位於羅馬尼亞，連接多瑙河和黑海的運河。

## 技術資料
連河西起多瑙河岸的切尔纳沃德，分南北兩支，分別在阿吉贾乡（南支）和讷沃达里（北支）入黑海。1984年啟用，全長64公里。落成後船隻來往切尔纳沃德和康斯坦察的距離可減少400公里，是連接北海和黑海的重要通道。
運河闊60公尺，深7公尺，北支長26.6公里，闊50公尺，深5.5公尺。

## 建設
運河歷時超過九年建設。三萬人以人手挖掘了3億立方公尺的泥土，另外再注入了420萬立方公尺的鋼筋混凝土。
建設運河的構思始於1839年，但1860年連接康斯坦察的鐵路落成，運河的計劃被擱置。直到1927年，羅馬尼亞工程師約翰·斯東尼斯庫（Jean Stonescu）才提出新的方案。
但工程到了1949年才正式開始。在1949年到1953年進行大清洗期間，超過4萬人，大多數是在勞改營中的政治犯，被強迫工作至死。因此，運河又被稱為「死亡運河」 （Canalul Morţii）。1953年，工程突然停工，一等二十三年，直到1976年才繼續。南支在1984年完成，而北支亦在1987年竣工。
建造成本估計約為20億美元，預計五十年內收回成本，但至今年盈利只有300萬歐元。

## 參看
- 白海-波羅的海運河

44°11′53″N 28°23′54″E / 44.198°N 28.3983°E